# Shania van Nuland
Shania Petronella Johanna Maria van Nuland ('s-Hertogenbosch, 13 april 1997) is een Nederlands voetbalster (keepster) die sinds 2024 bij OFI Kreta speelt.

## Carrière
Shania van Nuland begon op vijfjarige leeftijd met voetballen bij de vereniging E.V.V.C. in haar woonplaats Vinkel. Ze speelde eerst op mid-mid en daarna als laatste man voor ze naar het doel verhuisde.

### Jeugd
In het seizoen 2010-2011 kwam van Nuland uit voor de C1 van SteDoCo met een team geheel bestaande uit meisjes dat uitkwam in de C1-jongenscompetitie in Zuid 1 Derde Divisie. Hun grootste succes was het winnen van de KNVB-districtsbeker.
2011-2012 was een bijzonder seizoen voor van Nuland. Ze verdeelde haar aandacht tussen SteDoCo Academie A (landelijke hoofdklasse meisjes uitgevoerd door West II), SteDoCo Dames 1 (landelijke topklasse) en SteDoCo Dames 2 (landelijke tweede klasse West II). Concreet betekende dat twee wedstrijden per weekend, met SteDoCo op zaterdag en op zondag in de Vrouwen Hoofdklasse voor RKSV Prinses Irene in Nistelrode. De KNVB had van Nuland speciale tijdelijke toestemming gegeven voor een dubbele speelgerechtigheid. Dit omdat zowel de KNVB als SteDoCo het voor haar ontwikkeling belangrijk vonden dat zij wedstrijdervaring op het hoogst mogelijke niveau opdeed. Op veertienjarige leeftijd maakte van Nuland, als jongste speelster ooit, haar debuut in de Topklasse voor SteDoCo 1 in de competitiewedstrijd tegen Fortuna Wormerveer.

### 2012-heden
In het seizoen 2012-2013 speelde van Nuland voor RKSV Prinses Irene waarmee ze de derde plaats behaalde in de Hoofdklasse. In de seizoenen 2013-2014 en 2014-2015 kwam van Nuland uit voor het eerste team van SC Buitenveldert. De Amsterdammers speelden in de Topklasse. Ze maakte haar debuut in de wedstrijd tegen Ajax. In 2014 werd Buitenveldert, met van Nuland in het doel, voor het eerst kampioen in de Topklasse. In het jaar 2014 werd van Nuland uitgeroepen tot beste keeper van de Topklasse en beste keepster van Brabant, werd uitgeroepen tot grootste vrouwelijke talent van Amsterdam tijdens het Gala van Het Amsterdamsche Voetbal en werd gekroond tot ‘Sportvrouw van het jaar’ in haar gemeente Maasdonk. Een ander hoogtepunt was het bereiken van de kwartfinale van de beker nadat op 15 februari 2014 van bekerhouder ADO Den Haag, onder leiding van Sarina Wiegman, werd gewonnen na een strafschoppenserie.
In 2015, op achttienjarige leeftijd, verhuisde van Nuland naar het universiteitsteam de Niagara Purple Eagles (Niagara Falls, VS) dat uitkwam in de Division I van de NCAA-competitie. In 2018 haalde ze met de Purple Eagles de playoffs die werden gespeeld bij ESPN World op Sports in Orlando (Florida). Daarin stopte ze de beslissende strafschop in de kampioenswedstrijd. Van Nuland werd drie keer uitgeroepen tot MAAC Best Defensive Player.
Van Nuland was doelvrouw bij de Florida Gulf Coast Dutch Lions, uitkomend in de Sunshine Division of WPSL, vooraleer in de zomer van 2019 te transfereren naar sc Heerenveen. Na 6 maanden vertrok ze begin 2020 naar Spanje waar ze een profcontract aangeboden kreeg door Real Union Tacuense Tenerife (tegenwoordig Real Union Tenerife) uitkomend in de Segunda Division (tweede profniveau) in Spanje. Hier speelde ze een half jaar (Corona-seizoen) voordat ze naar de Spaanse subtopper UD Granadilla Tenerife  verkaste. Hier maakte ze haar debuut in de Primera Division in de wedstrijd tegen Madrid CFF (2-0). Met UDG Tenerife eindigde ze in 2021 als 6e in de Primera Division. Per 2022 werd ze door UDG Tenerife verhuurd aan FF La Solana. Na een droomdebuut (winnaar Trofeo Virgen de Peñarroya na strafschoppen) was ze enige tijd uitgeschakeld. Daarna werd ze gecontracteerd door Real Betis Balompie  in de Spaanse stad Sevilla. Daarvoor kwam ze uit in de Primera Division. In de zomer van 2023 verhuisde ze naar Elche CF . In de winterstop volgde een transfer naar de Zwitserse topclub Servette FC Genève. Daar won ze de reguliere competitie, het kampioenschap en de beker. Bij gebrek aan sportieve uitdaging verhuisde ze in de zomer naar OFI Kreta.

### Internationaal
Van Nuland werd enkele malen opgeroepen voor trainingen met nationale jeugdelftallen. Ze maakte deel uit van de selectiegroep van het Nederlands vrouwenvoetbalelftal onder 15, onder 16, onder 17 en onder 19. Ze speelde haar eerste en enige internationale wedstrijd in het Nederlands vrouwenvoetbalelftal onder 16 als startend keeper tijdens het UEFA Development Toernooi in Portugal op 14 februari 2013.